# 新機動戦記ガンダムW Endless Waltz 敗者たちの栄光
『新機動戦記ガンダムW Endless Waltz 敗者たちの栄光』（しんきどうせんきガンダムウイング エンドレスワルツ はいしゃたちのえいこう）は、シナリオ：隅沢克之、漫画：小笠原智史による日本の漫画作品。雑誌『ガンダムエース』（角川書店）2010年10月号に「ガンダムW プロジェクト」の第二弾として発表され、同年11月号から2018年1月号まで連載された。

## 概要
本作はテレビアニメ『新機動戦記ガンダムW』をベースとしつつ、新たに再構築した作品である。物語は一部省略・簡略化された部分もあるが、代わりに過去にメディア展開されてきた『ガンダムW』シリーズ作品の設定や描写、テレビ版では描かれなかったエピソードなどの要素も盛り込まれている。序盤はガンダムデスサイズのパイロットであるデュオ・マックスウェルの視点で描かれるが、連載が進むにつれてヒイロなどのほかのガンダムパイロットに視点を当てた場面も増えていく。テレビ版で見られた、主要人物の超人的な身体能力の描写（鉄格子を素手で曲げるヒイロ、暗殺用の爆弾を遠投するレディ・アン、など）に関しては、一部がカットされるなど抑え気味になっている。
作中のガンダムはカトキハジメがテレビ版のデザインをリファインしたEW版（過去に「アーリータイプ」「Ver.Ka」とも呼称）のデザインで登場し、唯一デザインがリファインされていなかったガンダムエピオンも新たにEW版デザインで登場する。ほかにも『ガンダムエース』で連載されていた小説『新機動戦記ガンダムW Frozen Teardrop』に登場する量産型MSリーオーのバリエーション機も登場する（ただし、外見は通常のリーオーと変わらない）。後半主役機であるウイングガンダムゼロは、当初はカトキが大河原邦男デザインのテレビ放映版をベースに再デザインした「プロトゼロ」仕様で登場し、ストーリーの進行に伴ってOVAおよび劇場版『EW』に登場するウイングゼロに改修されるという設定となっている。また、各ガンダムにはカトキがデザインしたオリジナルの追加装備が用意されている。

## 主要登場人物
ヒイロ・ユイ
本作の主人公。地球圏統一連合に反発する一部スペースコロニーの地下組織が差し向けた工作員の少年で、ウイングガンダムのパイロット。驚異的な身体能力と高度な知識・技能の持ち主で、普段は無愛想だが、内面には少年らしい青臭さや心優しさを秘めている。
リリーナ・ドーリアン
本作のヒロイン。地球圏統一連合に滅ぼされた王国「サンクキングダム」の王女で、本名は「リリーナ・ピースクラフト」。当初は自身の出自を知らず、外務次官ドーリアンの娘として育てられていた。ヒイロたちガンダムパイロットや生き別れた兄ミリアルドとの出会いをきっかけに、地球圏からすべての争いをなくす「完全平和」を目指して活動する。
デュオ・マックスウェル
L2コロニー群のスイーパーグループ（遊牧民的組織）に所属する少年で、ガンダムデスサイズのパイロット。機体のイメージに合わない明るい性格だが、ヒイロに振り回され損な役回りを押し付けられることもある。
トロワ・バートン
L3コロニー群から派遣された工作員の少年で、ガンダムヘビーアームズのパイロット。物静かな性格だが非常に高い身体能力をもち、地球潜伏時はサーカス団の一員として活動している。
カトル・ラバーバ・ウィナー
L4コロニー群の豪商ウィナー家の長男で、ガンダムサンドロックのパイロット。心優しい朗らかな性格で、部下であるマグアナック隊とは家族のような絆で結ばれている。父親の死をきっかけに一時自暴自棄となり、禁断のMSであるウイングガンダムプロトゼロを完成させる。
張五飛（チャン・ウーフェイ）
L5コロニー群に住む中国系移民の末裔で、シェンロンガンダムのパイロット。武術の達人で、誇り高く正義感が強い性格。弱者や他者とのなれ合いを嫌い、単独行動を好む。
ゼクス・マーキス
秘密結社OZ（オズ）に所属する士官で、「ライトニング・バロン（のちにライトニング・カウント）」の異名をもつ一流パイロット。サンクキングダムの元王子で、本名は「ミリアルド・ピースクラフト」。故郷を滅ぼした地球圏統一連合への復讐の機会をうかがうべく、仮面で素性を隠しOZに潜入する。ヒイロとの初対決をきっかけに戦士としての決着を望むようになり、人間の限界を超える高性能試作機「トールギス」に搭乗する。
ルクレツィア・ノイン
OZの女性士官で、ゼクスとは養成学校時代の同期。ゼクスに異性として想いを寄せているが、のちにホワイトファング(WF)の指導者として地球破壊をもくろむゼクスを止めるために、ガンダムパイロットたちと共闘する。
トレーズ・クシュリナーダ
OZを率いる若き総帥で、ゼクスとは階級を超えた友人同士。非常に明晰な頭脳をもち、生身での白兵戦やMSの操縦技術も一流の実力者。戦いに対して独自の美学をもち、血のかよわない無人兵器であるモビルドール(MD)を嫌悪している。
レディ・アン
トレーズを慕う副官。本来は心優しい女性だが、トレーズに仇なす者には冷酷無慈悲となることもいとわない。
ドロシー・カタロニア
OZのスポンサーであるロームフェラ財団総裁の孫娘で、リリーナの同窓生。争いや戦いを何よりも好み、リリーナを尊敬する一方で彼女の唱える完全平和を否定する。のちに単身WFにわたり、ゼロシステムで制御されるMD部隊を率いてガンダムパイロットたちに戦いを挑む。

## 主要登場兵器
XXXG-01W ウイングガンダム
ヒイロ・ユイの搭乗機。「バード形態」と呼ばれる戦闘機形態への変形機構をもち、5機のガンダム中随一の汎用性を有する。主砲のバスターライフルはテレビ版と同じく3発の弾数制限があるが、片方3発分の予備カートリッジ用ラックを両腕に装着することで、最大9発分のカートリッジを携行できる。さらに作中では、ウイングゼロのツインバスターライフル用強化ユニット「メッサーツバーク」のレプリカ3基をライフルに装着した「ドライツバークバスター」に強化される。
XXXG-01D ガンダムデスサイズ
デュオ・マックスウェルの搭乗機。死神をイメージした機体で、背部の「ハイパージャマー」で敵機のセンサーをかく乱し、巨大なビームの鎌「ビームサイズ」で両断する戦法を得意とする。本作オリジナル装備として、大気圏内飛行用のウイングユニット「ルーセット装備」が登場する。
XXXG-01D2 ガンダムデスサイズヘル
デスサイズの改修機。開閉式のウイング兼シールドである「アクティブクローク」が追加され、ビーム砲の連射にも耐える高い防御力をもつ。映像版『EW』では省略されたバスターシールドが両腰に装備され、単刃だったビームシザースはテレビ版と同様の2枚刃になっている。
XXXG-01H ガンダムヘビーアームズ
トロワ・バートンの搭乗機。左腕のシールド付きビームガトリングに加え、全身にミサイルや機関砲を満載した重火力型の機体。弾切れ後は軽量化された機体を活かした高機動戦闘を展開する。本作オリジナル装備として、ミサイルポッドやクローラーユニットで構成される地上戦ユニット「イーゲル装備」、ローターやジェットエンジンで構成される空中戦ユニット「ダムゼルフライ装備」が登場する。
XXXG-01H2 ガンダムヘビーアームズ改
ヘビーアームズの改修機。宇宙戦に対応した推進器の増設が行われ、2連装化されたダブルガトリングガンを両腕に装備する。
XXXG-01SR ガンダムサンドロック
カトル・ラバーバ・ウィナーの搭乗機。砂漠などの過酷な環境に対応した重装甲・パワー型の機体で、半円状に湾曲した刀剣「ヒートショーテル」を二刀流で操る。本作オリジナル装備として、増加装甲と補助ブースターで構成される「アーマディロ装備」が登場する。
XXXG-01SR2 ガンダムサンドロック改
サンドロックの改修機。映像版『EW』では省略されたシールドを引き続き装備している。ヘビーアームズ改同様宇宙戦に対応した推進機の増設に加え、高出力のビームライフルを携行している。
XXXG-01S シェンロンガンダム
張五飛の搭乗機。東洋の龍の意匠をもつ接近戦型の機体で、龍の頭部に似た右腕の打撃武器「ドラゴンハング」や、三又状のビーム槍「ビームトライデント」を装備する。本作オリジナル装備として、左腕のシェンロンシールドと巻き取り式ワイヤーで接続される青竜刀「獠牙（タウヤー）装備」が登場する。
XXXG-01S2 アルトロンガンダム
シェンロンの改修機。両腕のドラゴンハングやツインビームトライデントは映像版『EW』と同じだが、テレビ版を意識した背部のビームキャノンやランダムバインダーが追加されている。
XXXG-00W0 ウイングガンダムゼロ
トールギスの発展機で、5機のガンダムの原型機。一撃でスペースコロニーを破壊する「ツインバスターライフル」や、パイロットの精神をむしばむインターフェイス「ゼロシステム」を備え、その強さと危険性から設計段階で封印されていた。カトルによって実機が製造される経緯はテレビ版と同じだが、当初はテレビ版準拠のデザインである「プロトゼロ」として登場し、自爆による損壊をきっかけに映像版『EW』の仕様に改修される流れになっている。改修前後ともに、映像版『EW』では省略されたネオバード形態への変形機構をもち、改修後では機首兼用のシールドが新規にデザインされている。ツインバスターライフルは、のちにメッサーツバーク（オリジナル品）3基を装着したドライツバークバスターに強化され、最終話のリーブラ撃墜時には6基を装着した「ドライツバークバスタードッペルト」として運用される。
OZ-00MS トールギス
作中世界では初の戦闘用MSで、重装甲・重武装・高機動のすべての要素を兼ね備えた万能機。人間の肉体限界を超える性能から乗りこなせるパイロットがいなかったが、ガンダムに対抗できる機体を求めていたゼクス・マーキスに与えられる。本作オリジナル装備として、接近戦用のヒートランス（テンペスト装備）やハルバードが登場する。
OZ-00MS トールギスF（トールギス・フリューゲル）
本作オリジナルの形態。鳥のような4枚のスラスターウイングユニットを装着した姿。このユニットは、のちに改修されたウイングゼロ用に改良された物が新造され装着される。
OZ-00MS2 トールギスII（トールギス・ツー）
トールギスの予備パーツを用いて製作された機体で、地球圏統一国家軍の司令官として復帰したトレーズ・クシュリナーダの乗機。形状はテレビ版とほとんど変わらないが、本作オリジナルデザインのヒートサーベルを装備している。
OZ-06MS リーオー
トールギスをもとに開発された汎用量産型MS。低コストで操縦性に優れるが、性能ではトールギスやガンダムに遠くおよばない。作中では本作オリジナルのバリエーション機も登場する。
OZ-12SMS / SK-12SMS / WF-12SMS / OZ-01MD トーラス
OZの航空・航宙可変MS。所属勢力や仕様によって型式番号は異なる。作中ではルクレツィア・ノインが搭乗する場面が多いが、ガンダムパイロットの何名かも搭乗する。のちに実戦用MDの第1号として量産される。
OZ-13MSX1 ヴァイエイト / OZ-13MSX2 メリクリウス
OZに拘束されたガンダム開発者たちが開発した双子のMS。攻防それぞれに特化しており、ヴァイエイトはバスターライフル以上の威力をもつビームキャノン、メリクリウスは10基の防御用電磁フィールド発生器「プラネイトディフェンサー」をそれぞれ装備している。それぞれ有人型と無人型（MD）の2種類が製造され、有人型はOZの捕虜となったトロワとヒイロが搭乗する。
OZ-02MD ビルゴ
トーラス（無人型）に次いで開発されたMDで、設計段階からコクピットを排除した純粋な無人機。ヴァイエイトとメリクリウスのデータが反映されたビームキャノンとプラネイトディフェンサーを装備する。トレーズの失脚後に大量配備され、その性能と物量で各地の戦場を席巻する。
OZ-03MD / WF-03MD ビルゴII（ビルゴ・ツー）
ビルゴの発展型。火力と機動性が強化され、装備のオプション化による汎用性の拡大もなされている。のちにWFに生産施設ごと接収され、同軍の主力機として大量配備される。
OZ-13MS ガンダムエピオン
トレーズ・クシュリナーダが密かに開発させていた機体。トールギスやほかのガンダムを参考にしているが、トレーズの意向によりすべての射撃武器を排除した接近戦用MSとして完成した。ウイングゼロと同様にゼロシステムを備え、互角の機体性能を発揮する。当初はヒイロが搭乗するが、ウイングゼロに搭乗していたゼクスと機体を交換し、以降は専用機として運用される。ホワイトファングの蜂起時は両腕に翼状の電磁フィールド発生装置「シュトゥルム・ウント・ドラング」が追加され、ツインバスターライフルに耐える防御力と、ビームソードの出力増幅能力を得る。

## 書誌情報
- 矢立肇、富野由悠季（原作） / 隅沢克之（シナリオ） / 小笠原智史（漫画） 『新機動戦記ガンダムW Endless Waltz 敗者たちの栄光』 KADOKAWA〈角川コミックス・エース〉、全14巻
  1. 2011年3月23日発売 ISBN 978-4-04-715676-0
  2. 2011年10月21日発売 ISBN 978-4-04-715815-3
  3. 2012年6月22日発売 ISBN 978-4-04-120289-0
  4. 2013年1月23日発売 ISBN 978-4-04-120560-0
  5. 2013年6月22日発売 ISBN 978-4-04-120738-3
  6. 2013年11月26日発売 ISBN 978-4-04-120953-0
  7. 2014年7月26日発売 ISBN 978-4-04-101909-2
  8. 2014年12月26日発売 ISBN 978-4-04-102460-7
  9. 2015年6月26日発売 ISBN 978-4-04-103137-7
  10. 2015年12月26日発売 ISBN 978-4-04-103776-8
  11. 2016年6月25日発売 ISBN 978-4-04-104403-2
  12. 2017年1月26日発売 ISBN 978-4-04-105344-7
  13. 2017年10月26日発売 ISBN 978-4-04-106191-6
  14. 2018年1月26日発売 ISBN 978-4-04-106481-8